# デビルガンダム
デビルガンダム (DEVIL GUNDAM) は、1994年 - 1995年に放送されたテレビアニメ『機動武闘伝Gガンダム』に登場する架空の兵器。開発の正式名称はアルティメットガンダムで、通常の機械にはない自己再生・自己増殖・自己進化の能力を生かした地球環境再生マシンとして設計された。しかし、敵勢力による機体強奪を阻止しようとした開発チームのキョウジ・カッシュによって地球に持ち出され、地表落下の衝撃によって人間そのものを滅ぼさんとするデビルガンダムへと変貌する。
なお、英語圏では「DARK GUNDAM」（ダークガンダム）という名前に変更されている。

## 機体概要
ドモン・カッシュの父、ライゾウ・カッシュ博士が開発したモビルファイター〈MF〉であり、「自己進化」「自己再生」「自己増殖」の3大理論を備えた機体。同時期に開発が進められたシャイニングガンダムとは一部の基礎設計を共有する。
元々はガンダムファイトにおけるメンテナンスフリー等を目的とし、U細胞を導入した機体アルティメットガンダムとして作られ、地球環境の再生のために転用される。
しかし、カッシュ博士の才能に嫉妬したミカムラ博士と軍事兵器として目を付けたネオジャパン軍部のウルベ・イシカワの共謀によって奪取されかけたため、軍の手から逃れるべくライゾウの息子キョウジ・カッシュが母ミキノの犠牲を払いつつアルティメットガンダムに乗り込んで地球に脱出する。しかし地球に落下した際のショックから人類を地球環境浄化の障害と捉え、全人類の抹殺を遂行せんとするデビルガンダムに変貌し、キョウジを強制的に生体ユニットとして取り込んでしまう。
その後、第13回ガンダムファイト開催中の地球を移動しながら配下の機体「デスアーミー」シリーズとそのパイロットであるゾンビ兵を量産しつつ、各国のガンダムファイターをDG細胞で洗脳して自らの配下に変え、デビルガンダム軍団を作り上げていった。

## 各形態
第1形態
アルティメットガンダムとして開発されていた時の姿。
第2形態
新宿やギアナ高地において出現した姿で、パワー・機動力ともに第1形態を凌駕する。本機と連結した頭部「ガンダムヘッド」や、分身体であるMSデスアーミーを生産可能である。
コロニーデビルガンダム
ネオジャパン軍部が回収した第2形態の残骸にレイン・ミカムラを生体ユニットとして取り込み自己進化した姿。ネオジャパンコロニーを取り込むように一体化しており、背部に巨大な羽根を有する。
最終形態
コロニーデビルガンダムの内部に存在する核となる存在で、レイン・ミカムラを生体ユニットとして格納する。モビルファイター形態からモビルアーマー形態へ変形可能。

## 武装・装備
バルカン砲
頭部に装備した機関砲。第44話では、弾幕でガンダムシュピーゲルを破壊している。
拡散粒子弾
両肩のファンや触手の先端、最終形態におけるデビルフィンガーの先端から発射されるビーム兵器。
デビルフィンガー
最終形態時に両肩に装備された大型の爪。伸縮自在で大きさは普通のMFを掴めるぐらいに大きい。
ガンダムヘッド
デビルガンダムが生み出した自律攻撃ユニット。デビルガンダム本体に繋がる触手の先が巨大なガンダムの頭部になっており、噛み付いてきたり、口から火炎放射やビーム、触手を発射する。中間形態から使用可能になった。
メガデビルフラッシュ
名称は『SDガンダム GGENERATIONシリーズ』など。頭部や胸部から発射する高威力のビーム兵器。

## DG細胞
元はU細胞と呼ばれていた本機のテクノロジーの一つ。元々は長期のガンダムファイトを進行するうえで、機体のメンテナンスフリーを目的として開発された。本機の構成材は未来世紀において普及したディマリウム合金の作用を拠り所としており、あらゆる環境下での活動が可能な生物的要素を備えた構造をなしている。本来ならば、その性質を応用して汚染物質の分子レベルでの除去などを行うことで地球環境の浄化に大いに役立つことも期待されていた。しかし、前述の通りデビルガンダムと化したことで、あらゆる構成物を自身の支配下に置き際限なく増殖していく「DG細胞（デビルガンダム細胞）」に変質してしまった。
このDG細胞(U細胞)は無機物・有機物を問わず入り込む性質を持ち、機体のエネルギーや構造材を生産する事さえも可能としている。また、生物の細胞組織に入り込むことが可能であるため、その形質を掌握する事さえ可能となる。ただし、この技術は人間の精神に反応するディマリウム合金の特性を利用しているため、デビルガンダムは生体ユニットとして人間を取り込む必要がある。またその動作には基本的に哺乳類以上の精神体がいなければ機能することはなく、対象が複数いた場合はより強い精神力の持ち主側に影響を受ける。
ウォン・ユンファは、生体ユニットにもっとも適しているとされているのは「次世代の生命を生み出す力を持つ者・女性」であると結論付け、女性ファイターのアレンビー・ビアズリーを生体ユニットにしようとしていたが果たせず、代わりにウルベ・イシカワの手でレイン・ミカムラが生体ユニットにされた。生体ユニットにされた際のレインはDG細胞に浸食され、裸体で銀色の金属像のような姿になってしまった。
関連作品におけるDG細胞
本作の内容を包括するさらに未来世界を描いた作品『∀ガンダム』の歴史において、かつてナノマシンを悪用した第一級テロ事件が起きており、そこでは「DG細胞災害」と明記され、多大なテクノハザードを引き起こしたとして記録が残されている。この事件後に一度、地球圏全域でナノマシン研究や開発は凍結された。更にそれから遥かな時を経て、ムーンレィス移住前にナノマシン研究は解禁され、ナノマシンを駆使した工法による月面都市が成立。医療用のナノマシンも発明されたとされている（∀に登場するナノマシンはDG細胞そのものとは"直接的な関係はない"）。

## 劇中での活躍
本機は、『機動武闘伝Gガンダム』の最大の敵として最後までドモンたちの前に立ちはだかった。当初は単なる巨大な敵としか描写されなかったが、その強大な力ゆえに権力者たちの野望のために利用されることとなった。
ギアナ高地において、シャイニングガンダム スーパーモード（明鏡止水状態）のシャイニングフィンガーで撃破されたが、ウォンに回収されてネオホンコンに運び込まれる。ランタオ島での戦闘でシュバルツ・ブルーダーの捨て身の行動でキョウジの動きを抑えられたことで動きが鈍ったところをゴッドガンダム ハイパーモードの石破天驚拳で再度撃破されると共に生体ユニットのキョウジを失ったことで機能停止した。ウルベに回収された後、レインを生体ユニットとして復活。ネオジャパンコロニーと同化する。地球をも自らの一部にしようとするが、シャッフル同盟とガンダム連合に阻まれる。レインはドモンにより救出され、最後は2人を乗せたゴッドガンダムが放った石破ラブラブ天驚拳で撃破されて消滅した。
ウェブ小説『機動武闘伝Gガンダム外伝 The East is Burning Red 三侠新傳 ～東方の珠～』では、破壊後に地球に落着した破片「DGダスト」が蔓延する。DG細胞の三大理論は有していないが、他のモビルファイターに感染してデビルガンダムが復活するのを恐れて、ガンダムファイトを無期限休止に追い込まれ、対策としてデビルガンダム管理局（CDGC）が設立された。

## バリエーション
デビルガンダムはゲームなどでも多く姿を見せており、中にはゲームオリジナルのデビルガンダムも存在する。
デビルガンダム（オリジナル）
原作本放送中に発売されたスーパーファミコン用ソフト『機動武闘伝Gガンダム』に登場。デザインはカトキハジメによるオリジナルで、機体の大きさは他のMFよりやや大きい程度。必殺技もゲームオリジナルとなっており、ビームやガンダムヘッドは用いず、ロケットパンチや先端が針になった触手で攻撃を行う。パイロットはキョウジ。
このタイプを「デビルガンダム(アナザー形態)」と呼称する資料も見られる。
デビルガンダム最終形態（狭義）
PlayStation用ソフト『機動武闘伝Gガンダム THE バトル』に登場。こちらは原作に準じ、ビームやガンダムヘッドで攻撃を行う。パイロットはキョウジ。
デビルガンダムJr.
PlayStation用ソフト『SDガンダム GGENERATION-F』に登場。デビルガンダムの本体崩壊後も生き延び、進化したデスアーミーが集合合体、進化して誕生した本機の末裔。地球環境修復という目的自体は同じながら、「人類抹殺」から一歩進んだ「人類を奴隷化し、地球環境修復のためコントロールする」目的を持っている。DG四天王の能力も一部再現され、「四天王ビット」という四天王の能力の一部を持ったビット兵器を使用することができるようになっている。
デビルガンダム (OG)
PlayStation用ソフト『新スーパーロボット大戦』に登場。最終形態からさらに進化した形態という設定で、『蒼き流星SPTレイズナー』のゴステロを取り込んでいる（パイロット扱い）。通常の顔の後ろからさらに凶悪な形相の顔が生えているほか、関節部分のパーツが膨らんだ状態となっている。各組織の様々なパイロットたちをゾンビ兵化し従えている。
デビルアクシズ
NINTENDO 64用ソフト『スーパーロボット大戦64』に登場。アクシズとデビルガンダムが融合した形態。
デビル機動要塞
ゲームボーイアドバンス・PSP用ソフト『スーパーロボット大戦A』に登場。『機甲戦記ドラグナー』のギガノス帝国の機動要塞とデビルガンダムが融合した形態（ただし、ユニットではなくマップ扱い）。
デビルマスドライバー
PlayStation 2・PSP用ソフト『スーパーロボット大戦MX』に登場。デビルガンダムとマスドライバーが融合した形態（ただし、ユニットではなくマップ扱い）。同作では主人公との間にも因縁がある。
デビルウルタリア
Wii用ソフト『スーパーロボット大戦NEO』に登場。本作のオリジナル組織であるエルンスト機関の空中要塞ウルタリア内にあったDG細胞が暴走しウルタリアと融合した姿。これまでと違いHP回復能力を有していない代わりにDG細胞の制御用に搭載した精霊石の力でデスアーミー、デスバーディ、ガンダムヘッドを無限に量産してくる。
デビルガンダム（ACE2）
『Another Century's Episode 2』に登場。原作のデビルガンダム第2形態に近いが、よく見ると各形態のパーツや意匠が混ざったものとなっている。倒すには周囲のガンダムヘッドを破壊して自己再生能力を低下させねばならない。
デビルガンダム（ガンダムvs.ガンダム版）
『機動戦士ガンダム ガンダムVS.ガンダム』のボスキャラクターとして登場。デザインはコロニーデビルガンダムに似たゲームオリジナル。すべてのガンダムゲームを融合させた張本人という設定で、パイロットは不明。ガンダムヘッドによるバリア展開と強力な火力でプレイヤーに襲いかかる。
デビルガンダム（ガンダムvs.ガンダムNEXT版）
『機動戦士ガンダム ガンダムVS.ガンダムNEXT』のCPU戦隠しステージ「FINAL NEXT」の背景で残骸となって登場。後に解禁されたHコースでは前作と同じ姿で再びボスとして立ち塞がる場合もある。
デビル・ハイロゥ
PSP用ソフト『SDガンダム GGENERATION OVER WORLD』に登場。ウォン・ユンファがデビルガンダムをエンジェル・ハイロゥに融合させた形態。ただし、ユニットではなくマップ扱い。

## 補足
総監督の今川泰宏によると顔の中にある顔や、頭の中から別の体が出てくるというデザインは永井豪の漫画『魔王ダンテ』のイメージであるという。